# 四會站
四会站是广肇城际铁路的高架车站，位于中国广东省肇庆市四会市大沙镇岗美村，于2016年3月30日开通。

## 车站结构
本站为高架二层双岛式车站，一层为站厅层、二层为站台层。

### 车站楼层
| 地上二层 | 4站台    | 广肇城际 番禺方向（下站：大旺）   |  |  |
|          | 岛式站台 |                                   |  |  |
|          | 3站台    | 广肇城际快车通过不停车            |  |  |
|          | 2站台    | 广肇城际快车通过不停车            |  |  |
|          | 岛式站台 |                                   |  |  |
|          | 1站台    | 广肇城际 肇庆方向（下站：鼎湖东） |  |  |
| 地面     | 站厅     | 售票处、候车区、进站口、出站口    |  |  |

### 出入口
本站设有两个出入口，其中车站启用初期开放南广场的A口。
|                                           |                |      |          |                          |
| 编号                                      | 设施           | 照片 | 出口指示 | 建议前往的目的地         |
| A                                         | 无障碍通道标志 |      | 383乡道  | 383乡道 公交：城际四会站 |
| 註： 設有 \| 設有 \| 設有 \| 設有扶手電梯 |                |      |          |                          |

## 历史
广佛肇城际起初规划时，特意向北绕行以吸引四会的客流，并在四会城区南侧设四会站。后有广东省的领导要求线路取直以节省投资，本站因而大幅向东南调整至大沙镇的现址，并命名为大沙站:53。调整后，车站和四会中心城区的距离长达10km。
2015年，本站定名四会站。2016年3月30日，本站随广佛肇城际开通而启用。

## 接駁交通
| 公交 \| 编号 \| 编号 \| 线路 \| 线路 \| 线路 \| 收费 \| 运营商 \| 备注 \| \| ---- \| ------ \| ---- \| ---- \| ---------- \| ----- \| -------- \| ---- \| \| \| 四会19 \| 龙城 \| ⇆ \| 城际四会站 \| 2–5元 \| 四会交通 \| \| |        |      |      |            |       |          |      |
| 编号 | 编号   | 线路 | 线路 | 线路       | 收费  | 运营商   | 备注 |
| | 四会19 | 龙城 | ⇆    | 城际四会站 | 2–5元 | 四会交通 |      |